# Volut
Volut är en snäck- eller spiralliknande arkitektonisk detalj, som påträffas dels som ornament på olika kapitältyper, i synnerhet på det joniska kapitälet, dels som byggnadsdel i fasader, som exempelvis på en så kallad volutgavel och även i interiörer och inredningar. Det antika grekiska förvarings- eller blandningskärlet krater finns också i utförande som volutkrater.

## Exempel

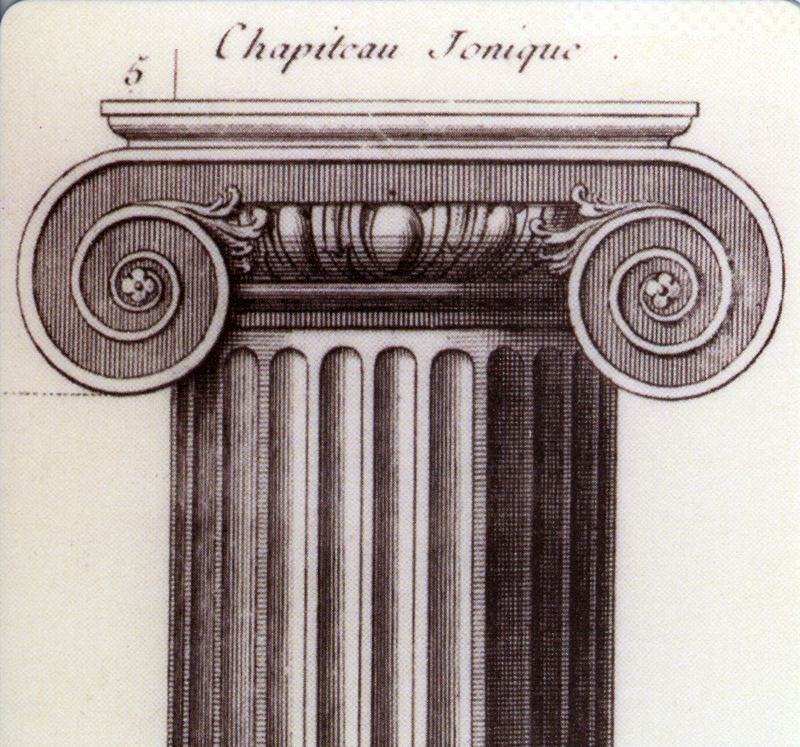
Volut på en jonisk kapitäl
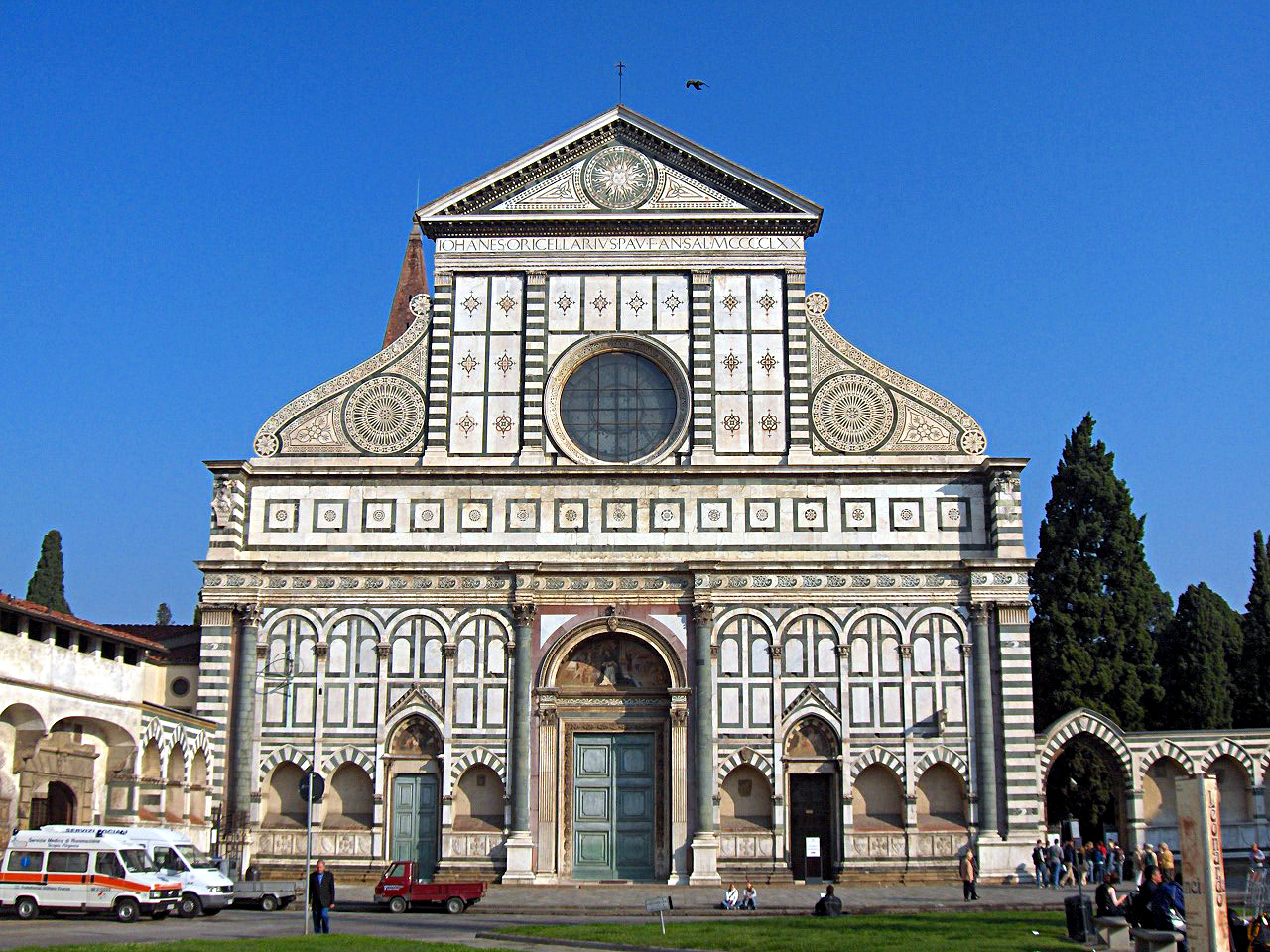
Volutgavel på Santa Maria Novella
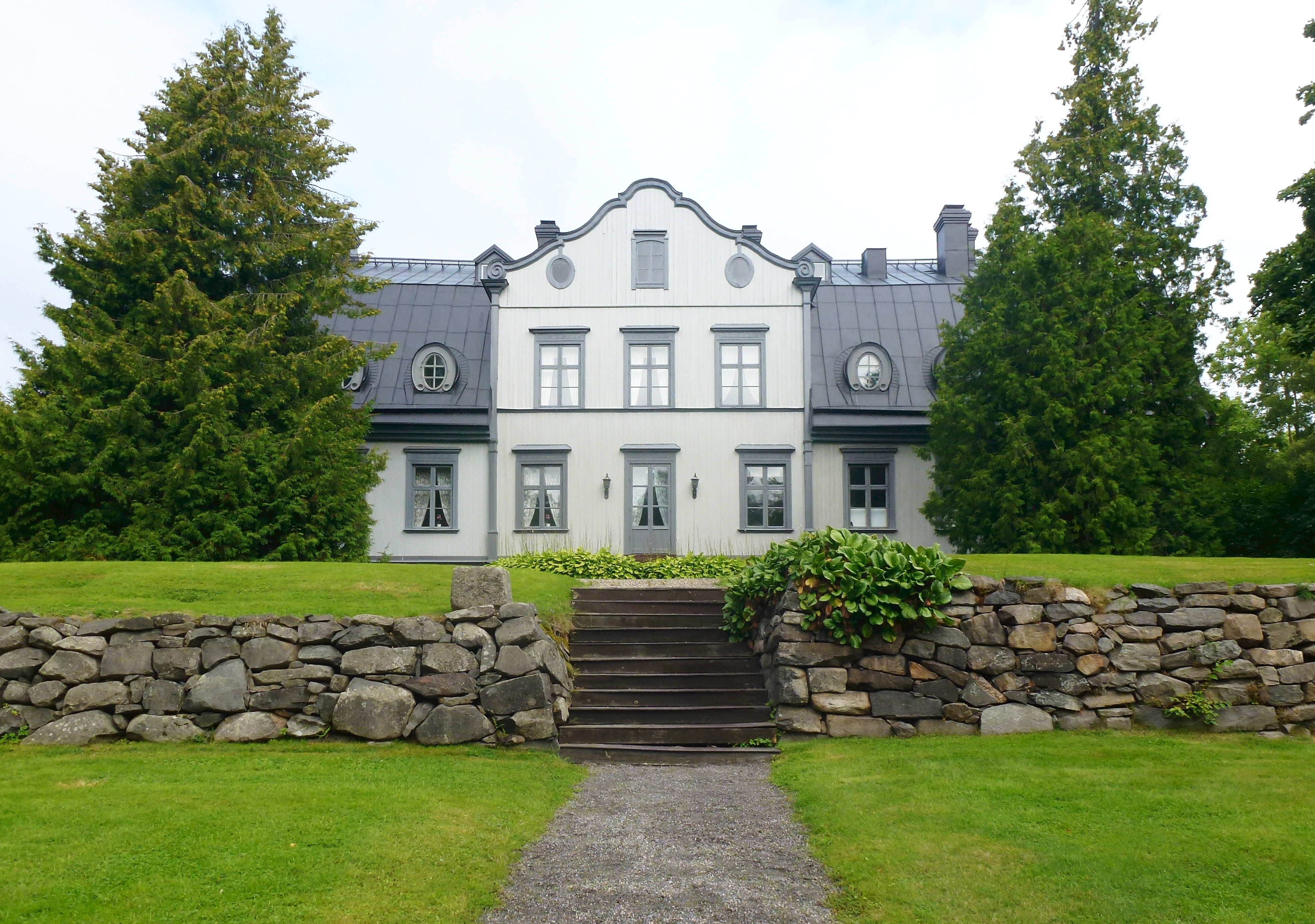
Volutgavel på Ludvika herrgårds mittrisalit
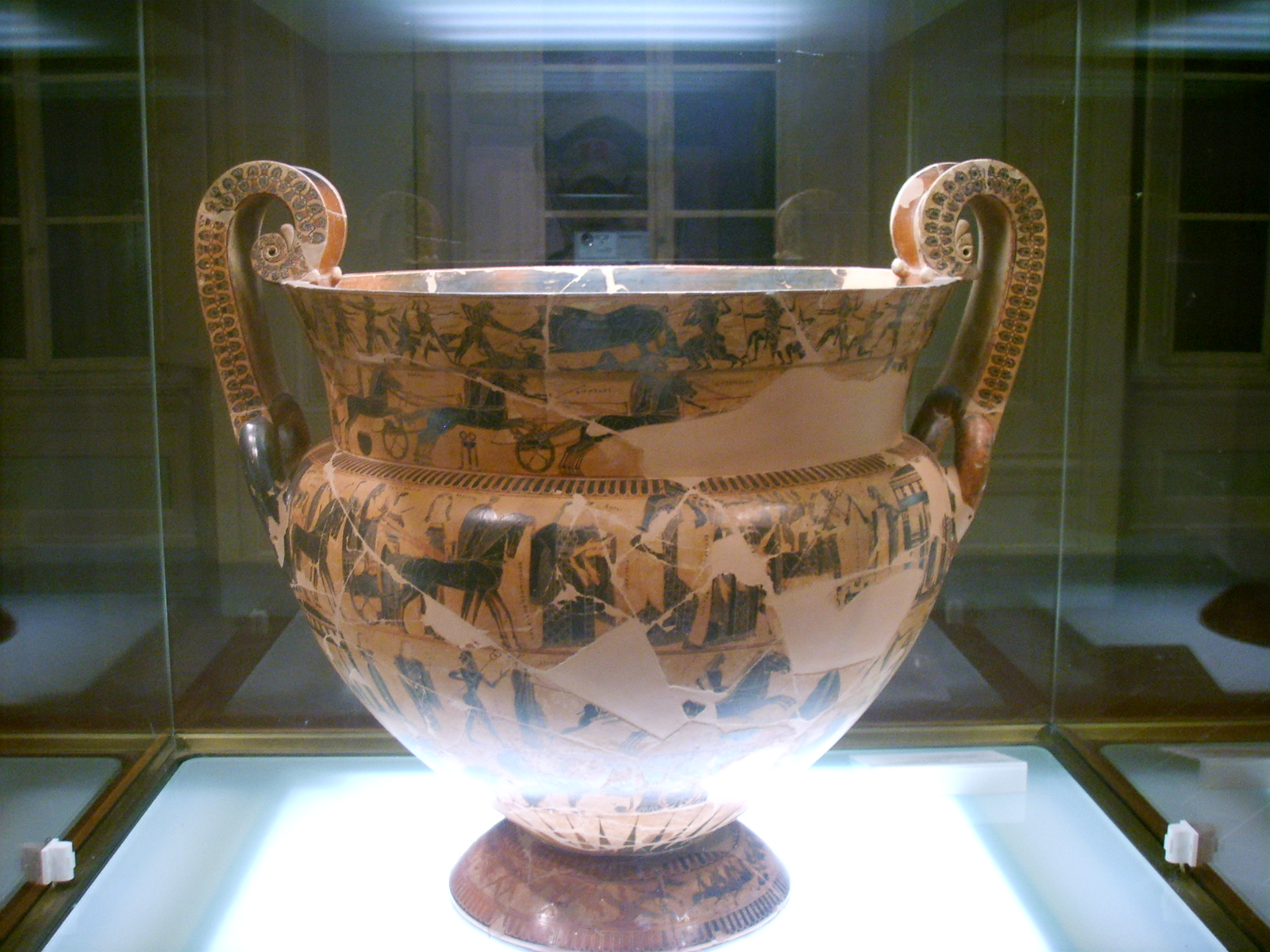
Antikt kärl med volutkrater